# 데일 풀러

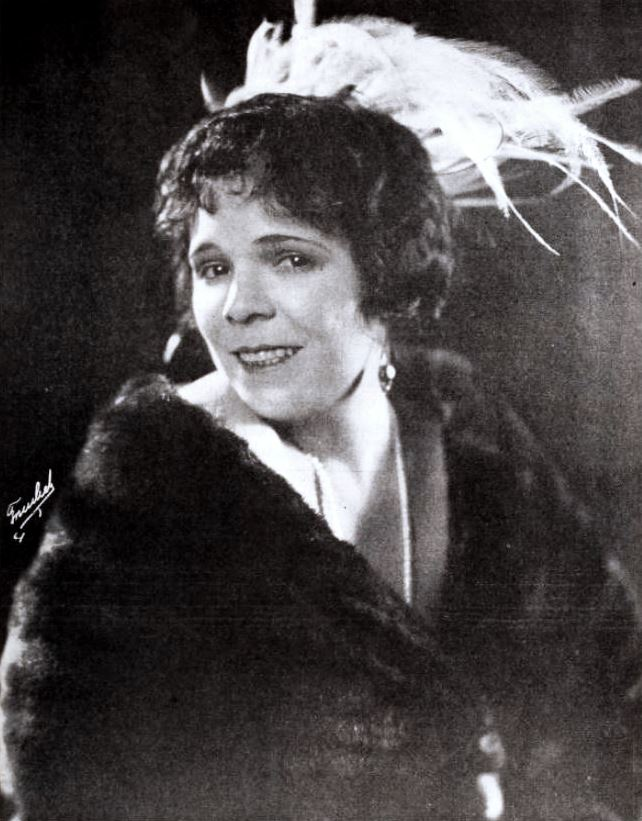
데일 풀러

데일 풀러(Marie Dale Phillipps, 1885년 6월 17일 ~ 1948년 10월 14일)는 미국의 배우이자 영화 배우이다. 샌타애나에서 출생하였으며 포모나에서 사망하였다. 사후에 그는 포리스트 론 메모리얼 파크에 매장되었다.

## 영화
- 하우스 오브 미스터리 (1934년)
- 뉴욕행 열차 20세기 (1934년) - 새디 역
- 래스퓨틴 앤 더 엠프리스 (1932년)
- 엠마 (1932년)
- 웨딩마치 (1928년)
- 파질 (1928년)
- 코사크 (1928년)
- 메리 위도우 (1925년)
- 벤허 (1925년)
- 탐욕 (1925년)
- 소울 포 세일 (1923년)
- 어리석은 아낙네들 (1922년)